# Mirko Dimitri Petrović-Njegoš
Mirko Dimitri Petrović-Njegoš, né le 17 avril 1879 à Cetinje et mort le 2 mars 1918 à Vienne, est membre de la famille royale du Monténégro et frère du roi Danilo II Aleksander Petrović-Njegoš.

## Famille
Le prince Mirko Dimitri est le fils de Nikola Ier Petrović-Njegoš, premier roi du Monténégro, ainsi que le père de Mihailo Petrović-Njegoš, héritier du trône de 1921 à 1986. Mirko Dimitri Petrović-Njegoš est par conséquent le grand-père de Nikola Petrović-Njegoš, l'actuel héritier du trône de Monténégro.

## Biographie
Miirko Dimitri Petrović-Njegoš est notamment connu comme musicien et pour avoir composé plusieurs quatuors à cordes, ainsi qu'un opéra à l'occasion du deux-centième anniversaire du règne de sa famille.